# Partido Laborista Federado de Granada
El Partido Laborista Federado de Granada fue un partido político en Granada. Participó en las elecciones generales de 1984, pero solo recibió 104 votos y no obtuvo ningún escaño.  No participó en elecciones posteriores.